# Do Do Sol Sol La La Sol
 (novembre 2020).
Do Do Sol Sol La La Sol (hangeul : 도도솔솔라라솔 ; RR : Dodosolsollalasol) est une série télévisée sud-coréenne. La série a été diffusée sur KBS 2TV du 7 octobre au 26 novembre 2020.

## Synopsis
Gu Ra-Ra est une pianiste expérimentée. À la suite de l'obtention de son diplôme, elle décide d'arrêter le piano.
Son mariage arrangé est annulé le jour même lorsque sa belle-mère découvre que le père de Ra-Ra est ruiné. D'ailleurs, celui-ci meurt avant même d'atteindre l'église. À la suite d'une autre mésaventure, se retrouvant sans argent et complètement seule, elle reçoit des messages d'un mystérieux admirateur vivant dans le petit village d'Eunpo. N'ayant rien à perdre, elle décide de partir à sa rencontre...

## Distribution

### Acteurs principaux
- Go Ara : Goo Ra-ra
- Lee Jae-wook : Sun Woo-joon
- Kim Joo-hun (en) : Cha Eun-seok

### Acteurs secondaires

#### Gens autour de Goo Ra-ra
- Um Hyo-sup (en) : Goo Man-su
- Moon Hee-kyung (en) : Gong Mi-sook
- Moon Tae-yoo : Bang Jeong-nam
- Jeon Soo-kyung : Im Ja-kyung
- Kim Ju-yeon : Kim Si-ah

#### Citoyens Eunpo
- Ye Ji-won[1] : Jin Sook-kyeong
- Shin Eun-soo : Jin Ha-yeong
- Yoon Jong-bin : Lee Seung-gi
- Lee Soon-jae (en) : Kim Man-bok
- Kang Hyoung-suk : Ahn Joong-ho
- Song Min-jae : Shin Jae-min
- Park Sung-yeon : Mère de Seung-gi

### Autres
- Seo Yi-sook[2] : Jo Yoon-sil
- Choi Kwang-je : Choo Min-soo
- Lee Shi-woo (en) : Ami de Sunwoo Joon
- Ahn Nae-sang (en) : Secretary Moon
- Lee Soo-mi (en) : Oh Young-joo

## Production

### Fiche technique
- Titre original : 도도솔솔라라솔
- Titre international : Do Do Sol Sol La La Sol
- Réalisation : Kim Min-kyeong
- Scénario : Oh Ji-young
- Production : Jung Hae-ryong

Production déléguée : Yoon Jae Hyuk
- Sociétés de production : Monster Union
- Sociétés de distribution : KBS (Corée du Sud) ; Netflix (monde)
- Pays d’origine :  Corée du Sud
- Langue originale : coréen
- Format : couleur - Dolby Digital - HD 1080i
- Genres : Comédie, Romance
- Épisodes : 16
- Durée : 60 minutes
- Dates de diffusion :
  - Corée du Sud : 7 octobre 2020 sur KBS